# Grenivík
Grenivík est une localité islandaise de la municipalité de Grýtubakkahreppur située au nord de l'île, dans la région de Norðurland eystra. En 2011, le village comptait 256 habitants.

## Population et société

### Sports
- Magni Grenivík : club de football de Grenivík.